# Функер Фогт
Функер Фогт (на немски: Funker Vogt) е немска електро-индъстриъл/агротек/фючърпоп група, създадена от Герит Томас и Йенс Кетсел през 1995 година.

## История
Членовете на групата са Герит Томас, Йенс Кетсел, Бьорн Бьотхер, Франк Швайгерт и Кай Шмит, като всичките са родом от Хамелн, Германия. Името на групата е взето от фамилията на един техен приятел, който е работил в немската армия като навигатор/оператор и буквално може да се преведе като „Радио оператор Фогт“. По-голямата част от текстовете им са на английски език и концептуално засягат основно темата за войната и всичко, което я съпътства.
Забележимо в тяхната музикална работа и сценично присъствие е, че всичко е свързано с армията: милитаристчното звучене на музиката им, както и военното облекло, което носят на фотосесии и участия. Милитаристичният стил е изключително популярен и сред феновете им, но въпреки всичко това групата се обявява абсолютно против войната. По думи на членове на групата за тях е най-важно е да покажат войната и социалната несправедливост в истинската им светлина и да представят гротескните жестокости, който носи една война със себе си.
Стилово музиката на Funker Vogt е ориентирана в нишата на електроната музика и по-конкретно на агротека и фючърпопа. Първоначално повечето текстове на групата са на немски език, но скоро след това започват да записват и на английски, който сега се е превърнал в по-често използвания език за текстовете.
Групата освен със собствените си материали е известна и като желан ремиксатор в алтернативните електронни среди и до този момент те са ремиксирали за такива известни групи като Leæther Strip, Front 242, Мелотрон, L'Âme Immortelle, Das Ich и Velvet Acid Christ. От друга страна техните песни са често ремиксирани от други подобни музиканти.

## Дискография

### Албуми
- Thanks for Nothing (1996)
- We Came to Kill (1997)
- Killing Time Again (1998)
- Execution Tracks (1998)
- Maschine Zeit (2000)
- T (2000/2001)
- Survivor (2002)
- Revivor (2003)
- Navigator (2005)
- Aviator (2007)

### Сингли
- Words of Power (1997)
- Take Care (1997)
- Tragic Hero (1998)
- Gunman (2000)
- Subspace (2001)
- Date of Expiration (2002)
- Red Queen (2003)
- Fallen Hero (2005)

### Маскисингли
- Velvet Acid Christ Vs Funker Vogt: The Remix Wars – Strike 4 (1999)
- Code 7477 (2001)

### Компилации
- Always and Forever Volume 1 (2005)
- Always and Forever Volume 2 (2006)

## Странични проекти
- Ravenous
- Fictional
- Fusspils 11
- [Z.E.T.A. X]